# ألتومونتي
ألتومونتي هي مدينة وبلدية في مقاطعة كوزنسا ، في منطقة كالابريا بجنوب إيطاليا . إنها واحدة من I B("أجمل قرى إيطاليا"). 

## الناس
- فينسينزو دي بينيديتو ، عالم فقه اللغة الكلاسيكي

## المدن التوأم
- Vigarano Mainarda, Italy